# Ганс Єшоннек
Ганс Єшоннек (нім. Hans Jeschonnek; нар. 9 квітня 1899, Гогензальца, Провінція Позен — пом. 18 серпня 1943, Растенбург, Східна Пруссія) — німецький воєначальник часів Третього Рейху, начальник Генерального штабу Люфтваффе, генерал-полковник Люфтваффе (1942). Кавалер Лицарського хреста Залізного хреста (1939).

## Біографія
Син директора гімназії Фрідріха Єшоннека і його дружини Анні, уродженої Гардівскі.

### Перша світова війна
10 серпня 1914 року поступив фенріхом в 50-й піхотний полк. Вже 26 вересня 1914 отримав звання лейтенанта. C 6 травня 1915 командир роти свого полку. Після важкого поранення знаходився в госпіталі в період з 6 жовтня по 28 листопада 1915 року.
У грудні 1915 — березні 1916 року навчався на кулеметних курсах в Позені, з 2 березня 1916 року -командир 50-ї кулеметної роти, з 23 листопада того ж року повернувся до роти свого полку. У липні 1917 року зарахований в 3-й армійський артилерійський полк. У жовтні 1917 — квітні 1918 років пройшов підготовку в авіаційному училищі в Шверіні і 22 квітня 1918 був зарахований пілотом в 40-у ескадру.
За бойові заслуги нагороджений Залізним хрестом 1-го і 2-го класу, а також Лицарським хрестом ордена дому Гогенцоллернів з мечами.

### Міжвоєнна служба
З 24 грудня 1918 до 26 січня 1920 пілот 129-ї ескадри прикордонних військ. Після демобілізації армії залишений в рейхсвері. З травня 1920 року служив в 11-му кавалерійському полку, в жовтні 1921 — грудні 1923 років закінчив 2 курсу кавалерійського училища в Ганновері.
6 грудня 1923 переведений в Імперське військове міністерство радником інспекції озброєнь. Працював над таємним відтворенням ПС. У 1932 році пройшов курс навчання льотчика-винищувача в секретній німецької льотній школі в Липецьку (СРСР). 1 лютого 1933 призначений радником інспекції військово-навчальних льотних закладів.
1 вересня 1933 офіційно переведений у люфтваффе і призначений оперативним офіцером при статс-секретарі Імперського міністерства авіації (RLM) Ергарді Мільху і офіцером зв'язку RLM в Імперському військовому міністерстві.
З 1 жовтня 1934 року — офіцер для особливих доручень і ад'ютант генерала Мільха. Один з найближчих співробітників Германа Герінга, керував будівництвом і бойовою підготовкою ВВС.
Пройшов навчання в льотних школах (1934, 1935) та 1 квітня 1935 зарахований до авіагрупи «Грайфсвальд», з 1 липня 1935 — командир ескадрильї, з 12 березня 1936 — командир 2-ї навчальної групи 152-ї ескадри (Грейфсвальд) і начальник авіабази в Грейфсвальде. Був одним з помічників Ернста Удета в Технічному управлінні.
1 жовтня 1937 року призначений начальником 1-го (оперативного) відділу Генерального штабу люфтваффе. З 1 лютого 1938 року — начальник Оперативного відділу Генерального штабу люфтваффе — найважливішого з його підрозділів.
З 1 лютого 1939 року начальник Генерального штабу люфтваффе. У серпні присвоєно звання генерал-майора. Наймолодший генерал німецької армії, що зайняв таку відповідальну посаду.

### Друга світова війна
27 жовтня 1939 року за підсумками Польської кампанії нагороджений Лицарським хрестом Залізного хреста. 19 липня 1940 отримав звання генерала авіації, минаючи чин генерал-лейтенанта. Був в постійному конфлікті з іншим вищим керівником люфтваффе Мільхом, причому вважається, що їх спеціально «цькував» Герінг, щоб не допустити посилення будь-кого зі своїх підлеглих.

### Кінець кар'єри
Протягом 1942—1943 років ситуація в люфтваффе серйозно ускладнилася: збільшилися втрати, стала помітною відсутність нових розробок, люфтваффе втрачало ініціативу на Сході. Крім того, Ганс Єшоннек, виконуючи вказівки Герінга, не планував оборонних дій і виявився не готовий до відбиття стратегічних бомбардувань союзників. Ставлення до Єшоннека з боку Гітлера стало погіршуватися після початку масованих нальотів союзної авіації на територію Німеччини влітку 1943 (Операція Pointblank). 17 серпня 8-ма повітряна армія США провела наліт на Швайнфурт і Регенсбург — центри авіаційної промисловості. 18 серпня британська авіація завдала удару по секретному ракетному полігону в Пенемюнде. У ході відбиття цієї атаки Ганс Єшоннек віддав наказ частинам ППО відкрити вогонь по групі з 200 німецьких винищувачів, які були прийняті за бомбардувальники противника. Наступного дня, після аудієнції з Гітлером, Ганс Єшоннек застрелився, не виходячи з Вольфшанце. За словами Мільха, в залишеній передсмертній записці Єшоннек вимагав, щоб Герінг не був присутній на його похороні.

## Нагороди
Військова кар'єра
- 10 серпня 1914 — фенрих
- 26 вересня 1914 — лейтенант
- 1 квітня 1925 — обер-лейтенант
- 1 червня 1932 — гауптман
- 1 квітня 1935 — майор
- 1 квітня 1937 — оберст-лейтенант
- 1 листопада 1938 — оберст
- 1 вересня 1939 — генерал-майор
- 19 липня 1940 — генерал авіації
- 1 березня 1942 — генерал-полковник

- Залізний хрест 2-го і 1-го класу
- Нагрудний знак військового пілота (Пруссія)
- Лицарський хрест королівського ордена дому Гогенцоллернів з мечами
- Нагрудний знак «За поранення» в чорному
- Почесний хрест ветерана війни з мечами[1]
- Медаль «За вислугу років у Вермахті» 4-го, 3-го, 2-го і 1-го класу (25 років)
- Комбінований Знак Пілот-Спостерігач в золоті з діамантами
- Застібка до Залізного хреста 2-го і 1-го класу
- Лицарський хрест Залізного хреста (27 жовтня 1939) — за заслуги в Польській кампанії
- Орден Михая Хороброго (Румунське королівство)[1]
  - 3-го класу (7 листопада 1941)
  - 2-го класу (1 вересня 1942)
- Орден Хреста Свободи 1-го класу з зіркою і мечами (Фінляндія; 25 березня 1942)[1]